# Tommy Manzella
Pour les articles homonymes, voir Manzella.
Thomas Samuel Manzella (né le 16 avril 1983 à Chalmette, Louisiane, États-Unis) est un joueur d'arrêt-court des Ligues majeures de baseball sous contrat avec les White Sox de Chicago.

## Carrière
Joueur de l'Université Tulane à La Nouvelle-Orléans, Tommy Manzella est le choix de troisième ronde des Astros de Houston en 2005. Joueur d'arrêt-court, ses aptitudes défensives et la précision de ses lancers sont particulièrement vantés par les dépisteurs. Il fait son entrée dans les majeures le 8 septembre 2009 et frappe son premier coup sûr pour les Astros le 11 septembre comme frappeur suppléant opposé au lanceur des Pirates de Pittsburgh, Donald Veal.
Ajouté à l'effectif des Astros en 2010, il passe l'année avec Houston mais rate deux mois d'activité après s'être cassé l'index de la main gauche. Joueur d'arrêt-court de l'équipe au match d'ouverture de la saison, il partage éventuellement les responsabilités à cette position en défensive avec ses coéquipiers Ángel Sánchez et Oswaldo Navarro. En 83 parties jouées, Manzelle obtient une moyenne au bâton de ,225 avec 58 coups sûrs dont un coup de circuit et 21 points produits. Il claque son premier circuit dans le baseball majeur le 5 mai 2010 aux dépens d'un lanceur des Diamondbacks de l'Arizona, Rodrigo López.
Il passe 2011 en ligues mineures jusqu'à ce que les Astros l'abandonnent au ballottage pour faire de la place à Henry Sosa dans leur effectif. Les Diamondbacks de l'Arizona le réclament alors des Astros le 11 août. Il ne joue pas avec les Diamondbacks et ne s'aligne qu'en ligues mineures. Il signe chez les Brewers de Milwaukee le 8 mai 2012. Il joue en ligues mineures durant l'année avant de rejoindre la franchise des White Sox de Chicago le 31 juillet.

## Clubs
- Astros de Houston (2005 à 2011)
- Diamondbacks de l'Arizona (2011 à 2012 puis 2014)
- Brewers de Milwaukee (8 mai 2012 au 29 juillet 2012)
- White Sox de Chicago (31 juillet 2012 à novembre 2012 - 12 août 2013 seulement)
- Rockies du Colorado (15 janvier 2013 au 28 mai 2013)
- Blue Jays de Toronto (3 juin 2013 au 5 août 2013)
- Barons de Birmingham (13 août 2013 au 30 août 2013)